# Apion apricans
Apion apricans är en skalbaggsart som beskrevs av Johann Friedrich Wilhelm Herbst 1797. Den ingår i släktet Apion, och familjen spetsvivlar (Apionidae). Arten är reproducerande i Sverige.